# No es pecado
«No es pecado» es una canción del grupo español Alaska y Dinarama, incluida en su tercer álbum de estudio homónimo. Es la última pista del álbum. Fue grabada en 1986 y fue escrita por Carlos Berlanga y Nacho Canut.

## Significado y estilo
La canción refleja una lucha interna y una confrontación con temas de pecado, redención, y sufrimiento.
Dinarama utiliza una mezcla de elementos del soul, el pop y el funk como medio para transmitir el mensaje.

## Vídeo musical
El video musical de la canción se presenta como una actuación en el programa La bola de cristal, donde Alaska, en blanco y negro, interpreta la canción sobre una plataforma, rodeada de parejas que bailan abrazadas.